# مدينة فيتال
فيتال (بالفرنسية: vittel) هي مدينة فرنسية، تقع منطقة فوج في منطقة الشرق الكبير من فرنسا ، معروفة على مستوى العالم بمياهها المعدنية التي تُسمَّى مياه فيتال.

## الجغرافيا
تقع مدينة فيتال على الطريق السريع A31 ، وتشتهر بمياهها وعلاجات السباحة. يعبرها رافد من نهر فير .

## التاريخ

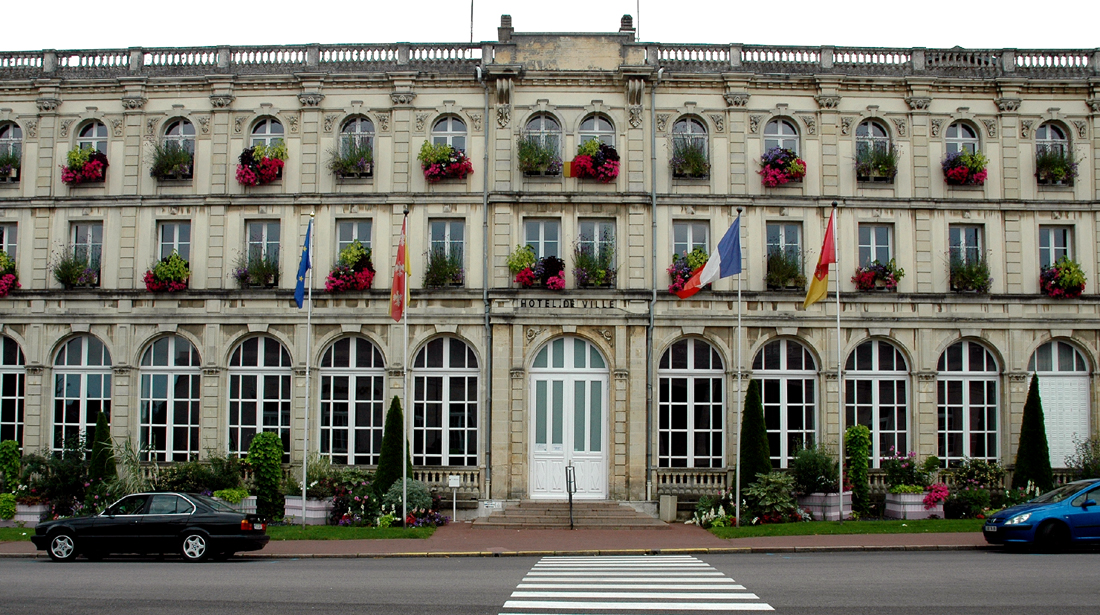
قصر البلدية في فيتال

تم تقسيم مدينة فيتال إلى قسمين، على الرغم من كونها صغيرة، فقد كان في القرية قاضيان، منح أسقف تول ، في 1734 ، عيدين لأرباب العمل في مدينة فيتال. وضعت الثورة نهاية لهذا التقسيم من خلال جعل مدينة فيتال مقراً للمقاطعة.
كان يوجد منتجع سبا يرتاده الرومان، تم استغلاله في العصر الحديث فقط من عام 1854.
وترى بلدة مدينة فيتال أن مصيرها مرتبط بشكل لا رجعة به بالمنتجع الصحي منذ عام 1854 عندما اشتريت نافورة من لويس بولومي، محامي كان مقتنعاً بفوائد مياه فيتال.
المياه من ينبوع Gérémoy، تعالج رسميا في عام 1855 النقرس والحصى والسكري والمثانة والمسالك البولية.
سيكون المنتجع الصحي الذي توافق عليه الحكومة بمثابة حجر الأساس لمبنى كبير سيتم بناؤه قريباً في منتجع فيتال الصحي.

## أعلام
- داري كول
- لوسيان زينز